# Mario Grgić
Mario Grgić (Banja Luka, 10 settembre 1986) è un allenatore di calcio ed ex calciatore austriaco, di ruolo centrocampista, tecnico del Kapfenberger.

## Carriera
Debutta in Fußball-Bundesliga il 30 aprile 2010.